# Anagallis uruguayensis
Anagallis uruguayensis là một loài thực vật có hoa trong họ Anh thảo. Loài này được Arechav. mô tả khoa học đầu tiên năm 1909.